# 886
| Calendário gregoriano                                                        | 886 DCCCLXXXVI                                        |
| Ab urbe condita                                                              | 1639                                                  |
| Calendário arménio                                                           | 335 – 336                                             |
| Calendário bahá'í                                                            | -958 – -957                                           |
| Calendário budista                                                           | 1430                                                  |
| Calendário chinês                                                            | 3582 – 3583 Início a 9 de fevereiro (aproximadamente) |
| Calendário copta                                                             | 602 – 603                                             |
| Calendário etíope                                                            | 878 – 879                                             |
| Calendários hindus - Vikram Samvat - Calendário nacional indiano - Cáli Iuga | 941 – 942 807 – 808 3986 – 3987                       |
| Calendário Holoceno                                                          | 10886                                                 |
| Calendário islâmico                                                          | 272 – 273                                             |
| Calendário judaico                                                           | 4646 – 4647                                           |
| Calendário persa                                                             | 264 – 265                                             |
| Calendário rúnico                                                            | 1136                                                  |
| Calendário solar tailandês                                                   | 1429                                                  |

886 (DCCCLXXXVI, na numeração romana) foi um ano comum do século IX do Calendário Juliano, da Era de Cristo, teve início a um sábado e terminou também a um sábado e a sua letra dominical foi B (52 semanas).
No território que viria a ser o reino de Portugal estava em vigor a Era de César que já contava 924 anos.
| Ano completo                   |
| ------------------------------ |
| Ano comum com início ao sábado |

## Eventos
- O omíada Almondir I (844 – 888) é nomeado o 6.º Califa de Córdova, o reinado dura até 888, data da sua morte.

## Mortes
- Bernardo Plantevelue n 841 foi conde de Auvergne e Marquês da Aquitânia.
- 29 de agosto - Basílio I, Imperador Bizantino.
- Maomé I de Córdova, emir independente de Córdova, n. em 823.